# Wladimir Iossifowitsch Tatartschuk
Wladimir Iossifowitsch Tatartschuk (russisch: Владимир Иосифович Татарчук; * 25. April 1966) ist ein ehemaliger russischer Fußballspieler.

## Karriere
Wladimir Tatartschuk kam über die Stationen Karpaty Lwiw, Dynamo Kiew und FK FSchM Moskau 1985 zum Moskauer Armeeklub ZSKA. Dort erkämpfte sich der nur 1,72 Meter große Mittelfeldspieler schnell einen Stammplatz. Am 18. April 1987 kam Tatartschuk zu seinem ersten Einsatz für die sowjetische Nationalmannschaft, auf den nächsten sollte er allerdings beinahe drei Jahre warten.
1988 stand Tatartschuk im Kader der sowjetischen Olympiaauswahl, die in Südkorea die Goldmedaille gewann.
Ende 1991 testete Slavia Prag den ZSKA-Spieler Valerij Masalitin, verpflichtete aber schließlich für die Ablösesumme von 20 Millionen Kronen Wladimir Tatartschuk. Bis heute ist das inflationsbereinigt die dritthöchste Ablösesumme im tschechischen Fußball. In Prag spielte der technisch außergewöhnlich begabte Tatartschuk auf der rechten Mittelfeldseite und bildete mit Radek Bejbl, Radim Nečas und Patrik Berger ein herausragendes Quartett. Am weiteren Vorankommen hinderten Tatartschuk allerdings Verletzungsprobleme. Im April 1994 kehrte er nach Moskau zurück, um sich besser auf die Weltmeisterschaft 1994 vorbereiten zu können, an der er jedoch nicht teilnahm. Das Länderspiel am 20. April 1994 in Bursa gegen die Türkei blieb sein letztes.
Im Sommer 1994 wechselte er zum saudi-arabischen Klub Al-Ittihad, bei dem er anderthalb Jahre spielte. Von 1996 bis 1997 stand er beim FK Tjumen unter Vertrag. Von 1998 bis 1999 schnürte er die Stiefel für Lokomotive Nischni Nowgorod, in der ersten Jahreshälfte 2000 für FC Sokol-Saratow, im zweiten Halbjahr für Metallurg Krasnojarsk. Nach der Saison 2001, in der er für Liepājas Metalurgs spielte, beendete Tatartschuk seine Karriere.